# 28513 Guo
28513 Guo este un asteroid din centura principală de asteroizi.

## Descriere
28513 Guo este un asteroid din centura principală de asteroizi. A fost descoperit pe 5 februarie 2000 la Kitt Peak National Observatory de Marc W. Buie. El prezintă o orbită caracterizată de o semiaxă mare de 2,40 ua, o excentricitate de 0,21 și o înclinație de 2,7° în raport cu ecliptica.